# Arve Moen
Arve Moen, född 1912 i Åsnes, död 1976, var en norsk journalist och författare.
Moen var litteratur- och filmmedarbetare i Arbeiderbladet 1945–1949, och tidningens kulturredaktör från 1953. Åren 1954–1964 var han ordförande i Den norske Forfatterforenings litterära råd, och 1960–1971 var satt han i Oslo bystyre för Arbeiderpartiet.
Han gav ut konsthistoriska verk, bland annat om Edvard Munch (3 band, 1956–1958) och skrev romanen Døden er et kjærtegn (1948, filmatiserad 1949), noveller och skisser samt reseberättelsen Du store verden så liten (1966) och barnboken Nødlanding i Svartfjellet (1958).